# Harlem River Drive
Harlem River Drive es una carretera de sentido norte-sur en la Ciudad de Nueva York en el borough de Manhattan. Pasa al oeste a orillas del Río Harlem desde el Puente Triborough en East Harlem a la 10.ª Avenida en Inwood, donde la carretera continúa al norte como la Calle Dyckman. La sección de Harlem River Parkway desde el Puente Triborough al Puente Alexander Hamilton es una carretera de acceso limitado. Al Sur del Puente Triborough, la carretera continúa hacia el Bajo Manhattan como FDR Drive.
La carretera abrió al tráfico en 1964. En 2003, el Departamento de Transporte del Estado de Nueva York designó la carretera como "369th Harlem Hellfighters Drive" en honor en honor a todo el regimiento negro que luchó contra Alemania durante la Primera Guerra Mundial.

## Lista de salidas
Toda la ruta se encuentra en Manhattan (Condado de Nueva York).
| Milla                                                                                                | #  | Destinos                                           | Notas                              |
| --- | -- | -------------------------------------------------- | ---------------------------------- |
| 0.00                                                                                                 |    | FDR Drive                                          | Continuación del Puente Triborough |
| 0.00                                                                                                 | 17 | I 278 vía Puente Triborough (Río Harlem)           |                                    |
| | 18 | Puente de la Avenida Willis – Mott Haven, El Bronx | Salida norte y entrada sur         |
| | 19 | Calle 127 Este / Primera Avenida                   | Salida norte solamente             |
| | 19 | Calle 128 Este / Segunda Avenida                   | Salida sur y entrada norte         |
| 0.68                                                                                                 | 20 | Park Ave                                           | Entrada y salida sur               |
| 0.71                                                                                                 | 21 | Calle 135 Este / Avenida Madison                   | Salida norte solamente             |
| | 22 | Calle 142 Oeste / Quinta Avenida                   | Sin salida en sentido norte        |
| | 23 | Frederick Douglass Boulevard / Calle 155 Oeste     | Salida sur vía Harlem River Drive  |
| 3.23                                                                                                 | 24 | I 95 US 1 sur (Trans-Manhattan Expressway)         | Salida norte y entrada sur         |
| Empieza en una carretera a desnivel al norte y en el sentido sur en una carretera de acceso limitado |    |                                                    |                                    |
| |    | Puente Washington                                  | Accesos a la I-95 norte            |
| 4.20                                                                                                 |    | 10.ª Avenida                                       |                                    |
| 4.20                                                                                                 |    | Calle Dyckman                                      | Continuación de la 10.ª Avenida    |